# Mere ost Christian Braad Thomsen?
"Mere ost Christian Braad Thomsen" er afsnit 42 i Frank Hvam og Casper Christensens sitcom Klovn, første gang vist på TV2 Zulu 10. marts 2008.

## Handling
Frank og Casper møder et ungt kvindeligt medlem af Dansk Folkeparti, der inspirerer dem og Frank og Mia bliver enige om at udfordre deres sexliv via analsex. Et uheld ved betalingen af en regning, sætter senere en stopper for et projekt Casper og Frank ellers har kørende.

## Hovedskuespillere
- Casper Christensen som Casper
- Iben Hjejle som Iben
- Frank Hvam som Frank
- Mia Lyhne som Mia

| Fjernsyn | Spire Denne artikel om et tv-program er en spire som bør udbygges. Du er velkommen til at hjælpe Wikipedia ved at udvide den. |